# ويليام روبنسون
ويليام روبنسون (17 يونيو 1847 في المملكة المتحدة - 14 سبتمبر 1929) (بالإنجليزية: William Robinson)‏ هو لاعب كريكت نيوزلندي.

## وصلات خارجية
- ويليام روبنسون على موقع إي آس بي آن كريك إنفو (الإنجليزية)